# Pericopsis angolensis
Pericopsis angolensis är en ärtväxtart som först beskrevs av John Gilbert Baker, och fick sitt nu gällande namn av M.S.Knaap-van Meeuwen. Pericopsis angolensis ingår i släktet Pericopsis och familjen ärtväxter. Inga underarter finns listade i Catalogue of Life.